# Queen's Club Championships 2024 - Qualificazioni singolare
Le qualificazioni del singolare ai Queen's Club Championships 2024 sono state un torneo di tennis preliminare per accedere alla fase finale. I vincitori dell'ultimo turno sono entrati di diritto nel tabellone principale. In caso di ritiro di uno o più giocatori aventi diritto, a questi sono subentrati i lucky loser, ossia i giocatori che hanno perso nell'ultimo turno ma che avevano una classifica più alta rispetto agli altri partecipanti che avevano comunque perso nel turno finale.

## Teste di serie
1. Alexei Popyrin (qualificato)
2. Giovanni Mpetshi Perricard (qualificato)
3. Arthur Rinderknech (ultimo turno)
4. Luca Nardi (primo turno)

1. Mackenzie McDonald (ultimo turno)
2. Arthur Cazaux (primo turno)
3. Rinky Hijikata (qualificato)
4. Zizou Bergs (ultimo turno)

## Qualificati
1. Alexei Popyrin
2. Giovanni Mpetshi Perricard

1. Rinky Hijikata
2. Tarō Daniel

## Tabellone

### Legenda
| - Q = Qualificato - WC = Wild card - LL = Lucky loser | - ALT = Alternate - SE = Special Exempt - PR = Protected Ranking | - w/o = Walkover - r = Ritirato - d = Squalificato |

### Sezione 1
|  | Primo turno | Primo turno        | Primo turno        | Primo turno | Primo turno |  |  | Ultimo turno | Ultimo turno       | Ultimo turno       | Ultimo turno | Ultimo turno |  |
|  |             |                    |                    |             |             |  |  |              |                    |                    |              |              |  |
|  | 1           | Alexei Popyrin     | Alexei Popyrin     | 6           | 6           |  |  |              |                    |                    |              |              |  |
|  | Alt         | Otto Virtanen      | Otto Virtanen      | 4           | 4           |  |  | 1            | Alexei Popyrin     | Alexei Popyrin     | 6            | 6            |  |
|  | WC          | Paul Jubb          | Paul Jubb          | 2           | 1           |  |  | 5            | Mackenzie McDonald | Mackenzie McDonald | 3            | 4            |  |
|  | 5           | Mackenzie McDonald | Mackenzie McDonald | 6           | 6           |  |  |              |                    |                    |              |              |  |

### Sezione 2
|  | Primo turno | Primo turno                | Primo turno | Primo turno | Primo turno |  |  | Ultimo turno | Ultimo turno               | Ultimo turno | Ultimo turno | Ultimo turno |  |
|  |             |                            |             |             |             |  |  |              |                            |              |              |              |  |
|  | 2           | Giovanni Mpetshi Perricard | 6           | 3           | 6           |  |  |              |                            |              |              |              |  |
|  |             | Aleksandar Vukic           | 3           | 6           | 3           |  |  | 2            | Giovanni Mpetshi Perricard | 7            | 4            | 6            |  |
|  | WC          | Jan Choinski               | 63          | 7           | 2           |  |  | 8/Alt        | Zizou Bergs                | 5            | 6            | 3            |  |
|  | 8/Alt       | Zizou Bergs                | 7           | 65          | 6           |  |  |              |                            |              |              |              |  |

### Sezione 3
|  | Primo turno | Primo turno          | Primo turno          | Primo turno | Primo turno |  |  | Ultimo turno | Ultimo turno       | Ultimo turno       | Ultimo turno | Ultimo turno |  |
|  |             |                      |                      |             |             |  |  |              |                    |                    |              |              |  |
|  | 3           | Arthur Rinderknech   | Arthur Rinderknech   | 6           | 7           |  |  |              |                    |                    |              |              |  |
|  |             | Aleksandar Kovacevic | Aleksandar Kovacevic | 4           | 5           |  |  | 3            | Arthur Rinderknech | Arthur Rinderknech | 5            | 3            |  |
|  | WC          | Henry Searle         | Henry Searle         | 4           | 3           |  |  | 7            | Rinky Hijikata     | Rinky Hijikata     | 7            | 6            |  |
|  | 7           | Rinky Hijikata       | Rinky Hijikata       | 6           | 6           |  |  |              |                    |                    |              |              |  |

### Sezione 4
|  | Primo turno | Primo turno        | Primo turno | Primo turno | Primo turno |  |  | Ultimo turno | Ultimo turno       | Ultimo turno       | Ultimo turno       | Ultimo turno |  |
|  |             |                    |             |             |             |  |  |              |                    |                    |                    |              |  |
|  | 4           | Luca Nardi         | 2           | 7           | 5           |  |  |              |                    |                    |                    |              |  |
|  |             | Thanasi Kokkinakis | 6           | 63          | 7           |  |  |              | Thanasi Kokkinakis | Thanasi Kokkinakis | Thanasi Kokkinakis |              |  |
|  |             | Tarō Daniel        | 65          | 6           | 6           |  |  |              | Tarō Daniel        | Tarō Daniel        | Tarō Daniel        | w/o          |  |
|  | 6           | Arthur Cazaux      | 7           | 4           | 4           |  |  |              |                    |                    |                    |              |  |